# Gennadiy Laliyev
Gennadiy Laliyev est un lutteur kazakh spécialiste de la lutte libre né le 30 mars 1979 à Tskhinvali.

## Biographie
Lors des Jeux olympiques d'été de 2004 se tenant à Athènes, il remporte la médaille d'argent en combattant dans la catégorie des -74 kg.